# Verbrannte Erde (2024)
Verbrannte Erde ist ein deutscher Spielfilm von Thomas Arslan aus dem Jahr 2024. Bei dem Kriminalfilm handelt es sich um eine Fortsetzung des Werks Im Schatten (2010). Erneut übernahm Mišel Matičević die Hauptrolle des Trojan, eines professionellen Verbrechers, der auf Raubüberfälle spezialisiert ist. Die Uraufführung fand Mitte Februar 2024 bei der 74. Berlinale statt.

## Handlung
Nachdem zwölf Jahre zuvor ein Coup gescheitert ist, kehrt der Berufskriminelle Trojan nach Berlin zurück. Dort sieht er sich nach einem neuen Job um. Er erklärt sich dazu bereit, bei einem lukrativen Gemäldediebstahl mitzumachen. Akribisch geplant, läuft das Vorhaben schon bald aus dem Ruder. Für Trojan geht es in der Folge nur noch ums Überleben.

## Veröffentlichung
Verbrannte Erde (internationaler Titel: Scorched Earth) wurde am 20. Februar 2024 im Rahmen der Berlinale uraufgeführt. Dort wurde das Werk in die Sektion Panorama aufgenommen.
Der deutsche Kinostart erfolgte am 18. Juli 2024 durch den Verleih Piffl Medien.

## Auszeichnungen
Im Rahmen seiner Aufnahme in die Panorama-Sektion der Berlinale 2024 gelangte Verbrannte Erde automatisch in die Auswahl für den Panorama Publikumspreis.
Der Film erhielt die Auszeichnung für den Besten Spielfilm den Preis der Deutschen Filmkritik 2024.